# Корякски автономен окръг
Корякски автономен окръг (също Корякия) е бивш субект на Руската федерация, разположен в северната част на полуостров Камчатка.
Бил е самостоятелен субект на Федерацията, като едновременно е влизал в състава на Камчатска област. Административен център на окръга е селището от градски тип Палана.

## География
Корякски автономнен окръг е разположен в Далечния изток на Русия, като заема северната част на полуостров Камчатка (около 60% от площта му), прилежащата част на материка и остров Карагинский. На север граничи с Чукотски автономен окръг, а на юг - с Камчатска област. На изток територията на окръга се омива от водите на Тихи океан, а на запад - на Охотско море.
Разстоянието от административния център Палана до Москва е 12 866 км. Населението му наброява 29 300 души (2000), а площта му е 301 500 хил. км2.

## История
На 23 октомври 2005 г. е проведен референдум за обединение на Камчатска област и Корякски автономномен окръг. Участниците в него казват „Да“ на обединението им. Те са закрити на 1 юли 2007 година, а техен наследник става Камчатски край.

## Икономика
Основните отрасли в промишлеността са риболов и преработка на морска риба, цветна металургия, дървообработка, добив на въглища.